# Samuel Chukwueze
Samuel Chimerenka Chukwueze (Umuahia, 22 maggio 1999) è un calciatore nigeriano, attaccante del Milan e della nazionale nigeriana.

## Caratteristiche tecniche
Gioca come ala destra, è mancino di piede, potente e bravo a saltare gli avversari in progressione. Soprannominato il Robben nigeriano, come l'olandese predilige partire da destra per poi convergere al centro e tirare col sinistro.
Nell'estate del 2019 viene indicato dalla UEFA come uno dei cinquanta giovani più promettenti per la stagione 2019-2020.

## Carriera

### Club

#### Giovanili e Villarreal
Cresciuto nella Diamond Football Academy, il 5 settembre 2017 viene acquistato dal Villarreal, che lo inserisce nel proprio settore giovanile.
Il 20 settembre 2018 esordisce in prima squadra, nella partita di Europa League pareggiata per 2-2 contro i Rangers. Durante la sua permanenza in Spagna totalizza 155 presenze e 21 gol in campionato. Nella stagione 2020-2021 vince l'Europa League con il Villarreal, che così si qualifica per la UEFA Champions League. Nell'annata 2021-2022 raggiunge con il club spagnolo le semifinali di UEFA Champions League, risultando decisivo nella partita di ritorno dei quarti di finale, dove realizza il gol del definitivo 1-1 in casa del Bayern Monaco che qualifica i gialli.

#### Milan
Il 27 luglio 2023 viene acquistato dal Milan per circa 20 milioni di euro (più 8 di bonus). Il 21 agosto esordisce con i rossoneri nella sfida di campionato vinta in casa del Bologna, subentrando nella ripresa a Christian Pulisic. Realizza la prima rete in maglia rossonera il 28 novembre 2023, nella partita casalinga di UEFA Champions League contro il Borussia Dortmund persa per 1-3. Il 13 dicembre realizza il gol della vittoria esterna contro il Newcastle, che vale al Milan il terzo posto nel girone di UEFA Champions League e l'accesso agli spareggi di Europa League. Il 17 marzo 2024 segna il suo primo gol in Serie A, nella vittoria per 1-3 in trasferta contro il Verona.

### Nazionale
Con la nazionale under-17 nigeriana ha vinto il campionato mondiale di categoria del 2015, Chukwueze segna una doppietta battendo per 5-1 il Cile inoltre realizza la rete del 6-0 sconfiggendo l'Australia.
Il 20 novembre 2018 ha debuttato con la nazionale maggiore della nazionale nigeriana, nella partita amichevole pareggiata per 0-0 contro l'Uganda. Vince il bronzo nella Coppa d'Africa dove Chukwueze segna la sua prima rete con la maglia della Nigeria, battendo per 2-1 il Sudafrica. Partecipa poi alla Coppa d'Africa 2023 in Costa d'Avorio, a partire dalla partita inaugurale contro i padroni di casa che la nazionale nigeriana batte per 1-0, e poi alla successiva partita contro il Guinea-Bissau, finita con lo stesso risultato. Viene in seguito convocato per la semifinale contro il Sudafrica, vinta ai rigori per 4-2 dopo l'1-1 ai supplementari, e infine vince l'argento dopo che la sua squadra viene battuta in finale contro gli stessi padroni di casa per 2-1. In seguito, torna al gol durante la partita persa contro il Ruanda, in occasione delle qualificazioni per la Coppa d'Africa 2025.

## Statistiche

### Presenze e reti nei club
Statistiche aggiornate al 25 aprile 2025.
| Stagione            | Squadra             | Campionato          | Campionato | Campionato | Coppe nazionali | Coppe nazionali | Coppe nazionali | Coppe continentali | Coppe continentali | Coppe continentali | Altre coppe | Altre coppe | Altre coppe | Totale | Totale | Totale |
| Stagione            | Squadra             | Comp                | Pres       | Reti       | Comp            | Pres            | Reti            | Comp               | Pres               | Reti               | Comp        | Pres        | Reti        | Pres   | Reti   |        |
| ------------------- | ------------------- | ------------------- | ---------- | ---------- | --------------- | --------------- | --------------- | ------------------ | ------------------ | ------------------ | ----------- | ----------- | ----------- | ------ | ------ | ------ |
| 2017-2018           | Villarreal B        | SDB                 | 5+6        | 0+2        | -               | -               | -               | -                  | -                  | -                  | -           | -           | -           | 11     | 2      |        |
| 2018-2019           | Villarreal B        | SDB                 | 9          | 2          | -               | -               | -               | -                  | -                  | -                  | -           | -           | -           | 9      | 2      |        |
| Totale Villarreal B | Totale Villarreal B | Totale Villarreal B | 20         | 4          |                 | -               | -               |                    | -                  | -                  |             | -           | -           | 20     | 4      |        |
| 2018-2019           | Villarreal          | PD                  | 26         | 5          | CR              | 3               | 2               | UEL                | 9                  | 1                  | -           | -           | -           | 38     | 8      |        |
| 2019-2020           | Villarreal          | PD                  | 37         | 3          | CR              | 4               | 1               | -                  | -                  | -                  | -           | -           | -           | 41     | 4      |        |
| 2020-2021           | Villarreal          | PD                  | 28         | 4          | CR              | 1               | 0               | UEL                | 11                 | 1                  | -           | -           | -           | 40     | 5      |        |
| 2021-2022           | Villarreal          | PD                  | 27         | 3          | CR              | 2               | 2               | UCL                | 9                  | 2                  | SU          | 0           | 0           | 38     | 7      |        |
| 2022-2023           | Villarreal          | PD                  | 37         | 6          | CR              | 4               | 4               | UECL               | 9                  | 3                  | -           | -           | -           | 50     | 13     |        |
| Totale Villarreal   | Totale Villarreal   | Totale Villarreal   | 155        | 21         |                 | 14              | 9               |                    | 38                 | 7                  |             | -           | -           | 207    | 37     |        |
| 2023-2024           | Milan               | A                   | 24         | 1          | CI              | 1               | 0               | UCL+UEL            | 4+4                | 2+0                | -           | -           | -           | 33     | 3      |        |
| 2024-2025           | Milan               | A                   | 24         | 3          | CI              | 2               | 2               | UCL                | 7                  | 0                  | SI          | 0           | 0           | 33     | 5      |        |
| 2025-2026           | Milan               | A                   | 0          | 0          | CI              | 0               | 0               | -                  | -                  | -                  | SI          | 0           | 0           | 0      | 0      |        |
| Totale Milan        | Totale Milan        | Totale Milan        | 48         | 4          |                 | 3               | 2               |                    | 15                 | 2                  |             | 0           | 0           | 66     | 8      |        |
| Totale carriera     | Totale carriera     | Totale carriera     | 223        | 29         |                 | 17              | 11              |                    | 53                 | 9                  |             | 0           | 0           | 293    | 49     |        |

### Cronologia presenze e reti in nazionale
| Cronologia completa delle presenze e delle reti in nazionale ― Nigeria | Cronologia completa delle presenze e delle reti in nazionale ― Nigeria | Cronologia completa delle presenze e delle reti in nazionale ― Nigeria | Cronologia completa delle presenze e delle reti in nazionale ― Nigeria | Cronologia completa delle presenze e delle reti in nazionale ― Nigeria | Cronologia completa delle presenze e delle reti in nazionale ― Nigeria | Cronologia completa delle presenze e delle reti in nazionale ― Nigeria | Cronologia completa delle presenze e delle reti in nazionale ― Nigeria |
| Data                                                                   | Città                                                                  | In casa                                                                | Risultato                                                              | Ospiti                                                                 | Competizione                                                           | Reti                                                                   | Note                                                                   |
| ---------------------------------------------------------------------- | ---------------------------------------------------------------------- | ---------------------------------------------------------------------- | ---------------------------------------------------------------------- | ---------------------------------------------------------------------- | ---------------------------------------------------------------------- | ---------------------------------------------------------------------- | ---------------------------------------------------------------------- |
| 20-11-2018                                                             | Asaba                                                                  | Nigeria                                                                | 0 – 0                                                                  | Uganda                                                                 | Amichevole                                                             | -                                                                      | 46’                                                                    |
| 8-6-2019                                                               | Asaba                                                                  | Nigeria                                                                | 0 – 0                                                                  | Zimbabwe                                                               | Amichevole                                                             | -                                                                      | 74’                                                                    |
| 16-6-2019                                                              | Ismailia                                                               | Senegal                                                                | 1 – 0                                                                  | Nigeria                                                                | Amichevole                                                             | -                                                                      | Uscita                                                                 |
| 22-6-2019                                                              | Alessandria d'Egitto                                                   | Nigeria                                                                | 1 – 0                                                                  | Burundi                                                                | Coppa d'Africa 2019 - 1º turno                                         | -                                                                      |                                                                        |
| 26-6-2019                                                              | Alessandria d'Egitto                                                   | Nigeria                                                                | 1 – 0                                                                  | Guinea                                                                 | Coppa d'Africa 2019 - 1º turno                                         | -                                                                      | 78’                                                                    |
| 6-7-2019                                                               | Alessandria d'Egitto                                                   | Nigeria                                                                | 3 – 2                                                                  | Camerun                                                                | Coppa d'Africa 2019 - Ottavi di finale                                 | -                                                                      | 60’                                                                    |
| 10-7-2019                                                              | Il Cairo                                                               | Nigeria                                                                | 2 – 1                                                                  | Sudafrica                                                              | Coppa d'Africa 2019 - Quarti di finale                                 | 1                                                                      |                                                                        |
| 14-7-2019                                                              | Il Cairo                                                               | Algeria                                                                | 2 – 1                                                                  | Nigeria                                                                | Coppa d'Africa 2019 - Semifinale                                       | -                                                                      | 78’                                                                    |
| 17-7-2019                                                              | Il Cairo                                                               | Tunisia                                                                | 0 – 1                                                                  | Nigeria                                                                | Coppa d'Africa 2019 - Finale 3º posto                                  | -                                                                      | 90’                                                                    |
| 10-9-2019                                                              | Dnipropetrovsk                                                         | Ucraina                                                                | 2 – 2                                                                  | Nigeria                                                                | Amichevole                                                             | -                                                                      | 82’                                                                    |
| 13-10-2019                                                             | Singapore                                                              | Brasile                                                                | 1 – 1                                                                  | Nigeria                                                                | Amichevole                                                             | -                                                                      | 89’                                                                    |
| 13-11-2019                                                             | Uyo                                                                    | Nigeria                                                                | 2 – 1                                                                  | Benin                                                                  | Qual. Coppa d'Africa 2021                                              | -                                                                      |                                                                        |
| 17-11-2019                                                             | Maseru                                                                 | Lesotho                                                                | 2 – 4                                                                  | Nigeria                                                                | Qual. Coppa d'Africa 2021                                              | 1                                                                      | 66’                                                                    |
| 9-10-2020                                                              | Klagenfurt                                                             | Nigeria                                                                | 0 – 1                                                                  | Algeria                                                                | Amichevole                                                             | -                                                                      | 75’                                                                    |
| 13-10-2020                                                             | Abuja                                                                  | Nigeria                                                                | 1 – 1                                                                  | Tunisia                                                                | Amichevole                                                             | -                                                                      | 78’                                                                    |
| 13-11-2020                                                             | Benin City                                                             | Nigeria                                                                | 4 – 4                                                                  | Sierra Leone                                                           | Qual. Coppa d'Africa 2021                                              | 1                                                                      | 78’                                                                    |
| 17-11-2020                                                             | Freetown                                                               | Sierra Leone                                                           | 0 – 0                                                                  | Nigeria                                                                | Qual. Coppa d'Africa 2021                                              | -                                                                      |                                                                        |
| 27-3-2021                                                              | Cotonou                                                                | Benin                                                                  | 0 – 1                                                                  | Nigeria                                                                | Qual. Coppa d'Africa 2021                                              | -                                                                      |                                                                        |
| 30-3-2021                                                              | Abeokuta                                                               | Nigeria                                                                | 3 – 0                                                                  | Lesotho                                                                | Qual. Coppa d'Africa 2021                                              | -                                                                      |                                                                        |
| 11-1-2022                                                              | Garoua                                                                 | Nigeria                                                                | 1 – 0                                                                  | Egitto                                                                 | Coppa d'Africa 2021 - 1º turno                                         | -                                                                      | 72’                                                                    |
| 15-1-2022                                                              | Garoua                                                                 | Nigeria                                                                | 3 – 1                                                                  | Sudan                                                                  | Coppa d'Africa 2021 - 1º turno                                         | 1                                                                      | 46’                                                                    |
| 23-1-2022                                                              | Garoua                                                                 | Nigeria                                                                | 0 – 1                                                                  | Tunisia                                                                | Coppa d'Africa 2021 - Ottavi di finale                                 | -                                                                      | 75’                                                                    |
| 25-3-2022                                                              | Kumasi                                                                 | Ghana                                                                  | 0 – 0                                                                  | Nigeria                                                                | Qual. Mondiali 2022                                                    | -                                                                      | 59’                                                                    |
| 9-6-2022                                                               | Abuja                                                                  | Nigeria                                                                | 2 – 1                                                                  | Sierra Leone                                                           | Qual. Coppa d'Africa 2023                                              | -                                                                      | 82’                                                                    |
| 17-11-2022                                                             | Lisbona                                                                | Portogallo                                                             | 4 – 0                                                                  | Nigeria                                                                | Amichevole                                                             | -                                                                      | 46’                                                                    |
| 24-3-2023                                                              | Abuja                                                                  | Nigeria                                                                | 0 – 1                                                                  | Guinea-Bissau                                                          | Qual. Coppa d'Africa 2023                                              | -                                                                      | 87’                                                                    |
| 27-3-2023                                                              | Bissau                                                                 | Guinea-Bissau                                                          | 0 – 1                                                                  | Nigeria                                                                | Qual. Coppa d'Africa 2023                                              | -                                                                      | 80’                                                                    |
| 18-6-2023                                                              | Monrovia                                                               | Sierra Leone                                                           | 2 – 3                                                                  | Nigeria                                                                | Qual. Coppa d'Africa 2023                                              | -                                                                      | 71’                                                                    |
| 10-9-2023                                                              | Uyo                                                                    | Nigeria                                                                | 6 – 0                                                                  | São Tomé e Príncipe                                                    | Qual. Coppa d'Africa 2023                                              | 1                                                                      | 73’                                                                    |
| 13-10-2023                                                             | Portimão                                                               | Arabia Saudita                                                         | 2 – 2                                                                  | Nigeria                                                                | Amichevole                                                             | -                                                                      | 65’                                                                    |
| 8-1-2024                                                               | Abu Dhabi                                                              | Guinea                                                                 | 2 – 0                                                                  | Nigeria                                                                | Amichevole                                                             | -                                                                      | 83’                                                                    |
| 14-1-2024                                                              | Abidjan                                                                | Nigeria                                                                | 1 – 1                                                                  | Guinea Equatoriale                                                     | Coppa d'Africa 2023 - 1º turno                                         | -                                                                      | 69’                                                                    |
| 18-1-2024                                                              | Abidjan                                                                | Costa d'Avorio                                                         | 0 – 1                                                                  | Nigeria                                                                | Coppa d'Africa 2023 - 1º turno                                         | -                                                                      | 72’                                                                    |
| 22-1-2024                                                              | Abidjan                                                                | Guinea-Bissau                                                          | 0 – 1                                                                  | Nigeria                                                                | Coppa d'Africa 2023 - 1º turno                                         | -                                                                      | 80’                                                                    |
| 7-2-2024                                                               | Bouaké                                                                 | Nigeria                                                                | 1 – 1 dts (4 – 2 dtr)                                                  | Sudafrica                                                              | Coppa d'Africa 2023 - Semifinale                                       | -                                                                      | 63’                                                                    |
| 11-2-2024                                                              | Abidjan                                                                | Nigeria                                                                | 1 – 2                                                                  | Costa d'Avorio                                                         | Coppa d'Africa 2023 - Finale                                           | -                                                                      | 56’                                                                    |
| 7-6-2024                                                               | Uyo                                                                    | Nigeria                                                                | 1 – 1                                                                  | Sudafrica                                                              | Qual. Mondiali 2026                                                    | -                                                                      | 67’                                                                    |
| 10-6-2024                                                              | Abidjan                                                                | Benin                                                                  | 2 – 1                                                                  | Nigeria                                                                | Qual. Mondiali 2026                                                    | -                                                                      | 60’                                                                    |
| 7-9-2024                                                               | Uyo                                                                    | Nigeria                                                                | 3 – 0                                                                  | Benin                                                                  | Qual. Coppa d'Africa 2025                                              | -                                                                      | 63’                                                                    |
| 10-9-2024                                                              | Kigali                                                                 | Ruanda                                                                 | 0 – 0                                                                  | Nigeria                                                                | Qual. Coppa d'Africa 2025                                              | -                                                                      | 26’ 46’                                                                |
| 11-10-2024                                                             | Uyo                                                                    | Nigeria                                                                | 1 – 0                                                                  | Libia                                                                  | Qual. Coppa d'Africa 2025                                              | -                                                                      | 61’                                                                    |
| 18-11-2024                                                             | Uyo                                                                    | Nigeria                                                                | 1 – 2                                                                  | Ruanda                                                                 | Qual. Coppa d'Africa 2025                                              | 1                                                                      | 46’                                                                    |
| 21-3-2025                                                              | Kigali                                                                 | Ruanda                                                                 | 0 – 2                                                                  | Nigeria                                                                | Qual. Mondiali 2026                                                    | -                                                                      | 67’                                                                    |
| 25-3-2025                                                              | Uyo                                                                    | Nigeria                                                                | 1 – 1                                                                  | Zimbabwe                                                               | Qual. Mondiali 2026                                                    | -                                                                      | 59’                                                                    |
| 28-5-2025                                                              | Brentford                                                              | Ghana                                                                  | 1 – 2                                                                  | Nigeria                                                                | Amichevole                                                             | -                                                                      | 62’                                                                    |
| 31-5-2025                                                              | Brentford                                                              | Giamaica                                                               | 2 – 2 (4 – 5 dtr)                                                      | Nigeria                                                                | Amichevole                                                             | 1                                                                      | 84’                                                                    |
| Totale                                                                 |                                                                        | Presenze                                                               | 46                                                                     |                                                                        | Reti                                                                   | 7                                                                      |                                                                        |

## Palmarès

### Club

#### Competizioni nazionali
- Supercoppa italiana: 1

Milan: 2024

#### Competizioni internazionali
- UEFA Europa League: 1

Villarreal: 2020-2021

### Nazionale
- Campionato mondiale Under-17: 1

Cile 2015